# Paradoxostoma insigne
Paradoxostoma insigne is een mosselkreeftjessoort uit de familie van de Paradoxostomatidae. De wetenschappelijke naam van de soort is voor het eerst geldig gepubliceerd in 1959 door Hartmann.